# 罗森达尔堡
罗森达尔堡（荷蘭語：Kasteel Rosendael）是荷蘭的一座城堡，坐落在建于19世纪的园林中，曾是居住在格尔德兰省最著名的公爵之一的府邸。城堡因其中世纪风貌闻名，其圆塔是荷兰保存最完好的圆塔。除了城堡，罗森达尔公园还包括贝壳画廊、花园茶室、悬索桥等。該城堡现归属于Geldersch Landschap & Kasteelen组织，由此组织进行城堡的统一修缮和维护。

## 历史

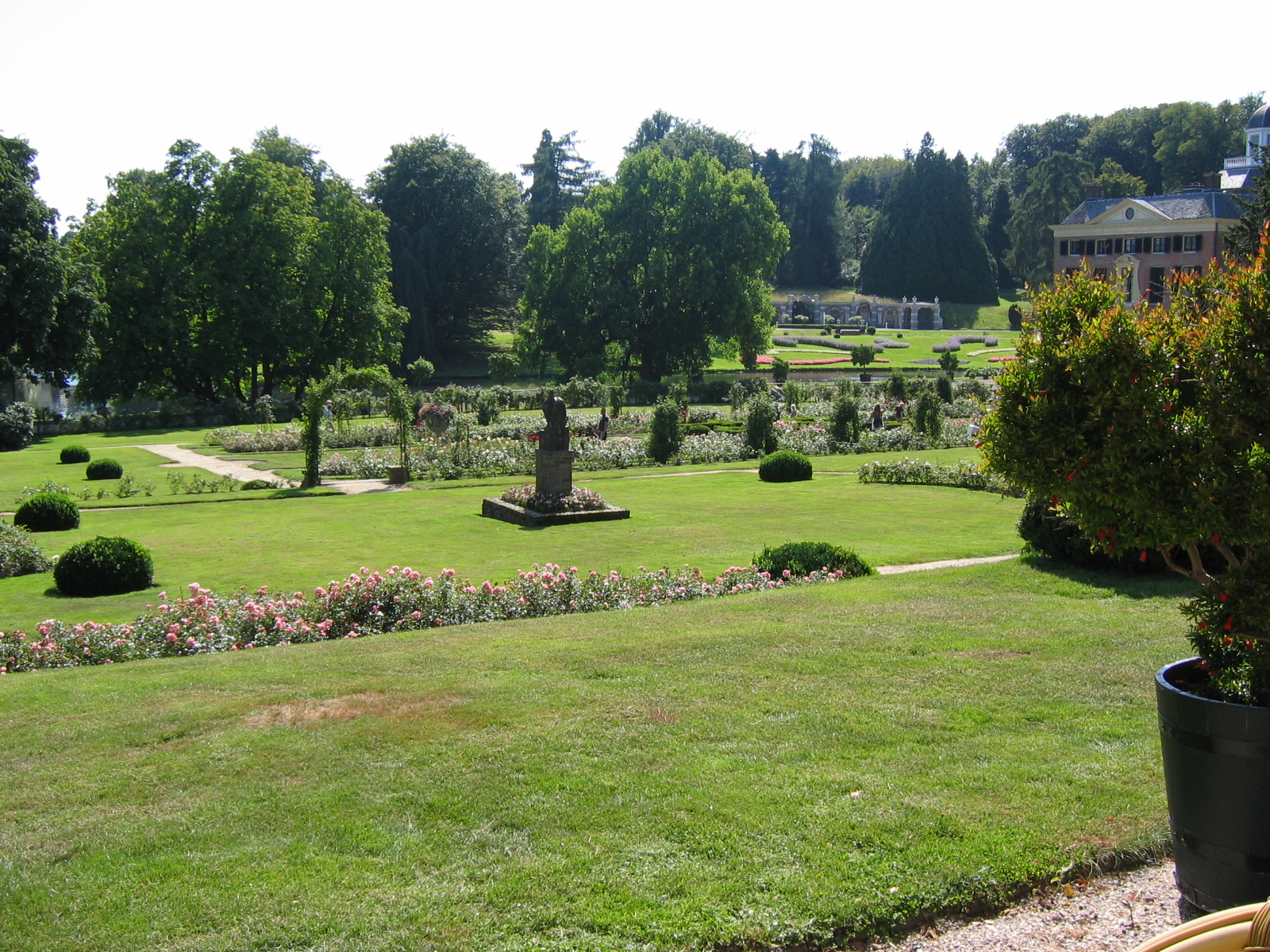

城堡确切的建造时间并不确定，但是城堡曾在一些1314年的文献记录提及。Renaud伯爵一世是第一个拥有罗森达尔城堡的人，他儿子Renaud伯爵二世也曾是城堡主人。城堡主楼有25米高，直径达到16米，这一令人叹为观止的结构为荷兰最高。
在伯爵Gelre之后，城堡曾为司法长官William Scherpenzeel所有。后来，在1579年，伯爵把城堡出售给Dirck van Dorth，Dorth去除了城堡的花园，码头和池塘，而且对结构做了许多改变。之后，Van Dorth家族继续接管城堡。Lubbert Torck Adolf在建筑师Daniel Marot的帮助下在1732年修复了城堡花园。
在第二次世界大战中，城堡被一枚炸弹击中。直到1977年，当威廉·弗雷德里克·托克男爵把城堡捐赠给Geldersch景观。城堡的花园和房子才被部分恢复。另外，城堡和公园都是被联合国科教文组织承认的荷兰top 100的历史遗迹。